# Cal Schenkel
Cal Schenkel (* 27. ledna 1947 Willow Grove Pensylvánie) je americký výtvarník. Zaměřil se na navrhování obalů gramofonových desek ve stylu spojujícím komiksovou estetiku a absurdní humor ovlivněný surrealismem.
Strávil jeden semestr na výtvarné akademii ve Filadelfii, pak odešel do Kalifornie a New Yorku. Jeho přítelkyní byla zpěvačka Sandy Hurvitzová, která ho seznámila s Frankem Zappou. Schenkel se stal fotografem a scénografem skupiny Mothers of Invention a vytvořil pro ni obal k albu We're Only in It for the Money (1968). Od roku 1969 pracoval pro Zappovu společnost Straight Records, navrhoval koncertní plakáty a obaly alb Cruising with Ruben & the Jets, Uncle Meat, Hot Rats, Burnt Weeny Sandwich, Just Another Band from L.A., The Grand Wazoo, One Size Fits All, Tinseltown Rebellion a Does Humor Belong in Music? Podílel se také na výtvarné stránce filmu 200 Motels. Jeho návrhy využívali i Captain Beefheart (Trout Mask Replica), Tim Buckley, Emitt Rhodes a Tom Waits. V roce 1976 vystavoval spolu s Captainem Beefheartem v Greenfields Gallery v Olympii, později založil zásilkový prodej svých děl.
Zappa mu věnoval skladbu For Calvin (And His Next Two Hitch-Hikers).